# Lekarz
Treść tego artykułu należy opracować w taki sposób, aby nie uwypuklała nadmiernie polskiej specyfiki / aby nie zawężała się tylko do polskich warunków
Dokładniejsze informacje o tym, co należy poprawić, być może znajdują się w dyskusji tego artykułu.
 Po wyeliminowaniu niedoskonałości należy usunąć szablon {{Dopracować}} z tego artykułu.

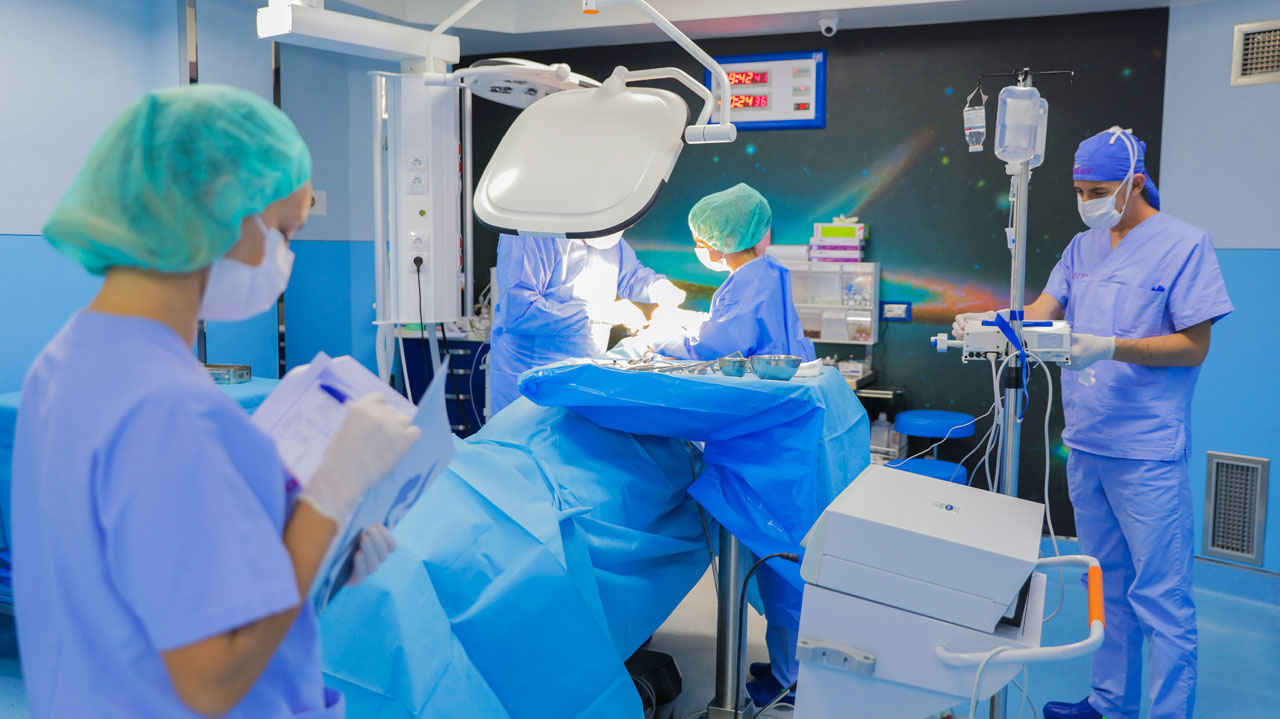
Chirurdzy podczas operacji

Lekarz – osoba posiadająca wiedzę i uprawnienia do leczenia.
Lekarz zajmuje się utrzymywaniem lub przywracaniem zdrowia poprzez badanie, diagnozowanie, prognozowanie i leczenie chorób, urazów i innych schorzeń fizycznych i umysłowych.
Dawniej wyrazy „lekarz” i „doktor” były słowami potocznymi, którymi określano ludzi zajmujących się leczeniem i pielęgnowaniem, posiadających wykształcenie, ale niekoniecznie uniwersyteckie czy akademickie.
Współcześnie lekarze muszą posiadać specjalistyczne wykształcenie medyczne (lub medycyny weterynaryjnej w przypadku lekarzy weterynarii). W trakcie praktyki zawodowej mogą skupiać się na pewnych kategoriach chorób, rodzajach pacjentów i metodach leczenia – zwanych specjalnościami medycznymi – lub mogą zapewniać stałą i regularną opiekę medyczną osobom, rodzinom i społecznościom. Praktyka medyczna wymaga szczegółowej znajomości dyscyplin akademickich, jak anatomia i fizjologia oraz chorób podstawowych i ich leczenia. Niezbędne dla każdego lekarza jest ciągłe zwiększanie kompetencji w dziedzinie medycyny, którą się zajmuje.
Rola lekarza i znaczenie samego słowa różnią się na świecie, jak i stopnie specjalizacji i inne kwalifikacje. Wspólnym elementem jest etyka zawodowa, która wymaga w szczególności od lekarzy rozważenia, współczucia i życzliwości dla swoich pacjentów. Lekarz przed rozpoczęciem praktyki w zawodzie składa Przyrzeczenie Lekarskie.

## Polska
Lekarzem jest osoba posiadająca właściwe kwalifikacje, potwierdzone wymaganymi dokumentami, do udzielania świadczeń zdrowotnych, w szczególności do: badania stanu zdrowia, rozpoznawania chorób i zapobiegania im, leczenia i rehabilitacji chorych, udzielania porad lekarskich, a także wydawania opinii i orzeczeń lekarskich, w zakresie swojej specjalizacji.
Nazwa lekarz jest zapożyczeniem z języka gockiego słowa lēkeis ‘lekarz’ (lēkinōn „leczyć”), stwniem. lāhki „lekarz”, lāchinōn „leczyć, uzdrawiać”, który z kolei jest zapożyczeniem z kontynentalnego języka celtyckiego słowa lēkijaz, irl. liaig „lekarz”. Obie formy pochodzą od greckich słów lekeis i lekinón.
Wskaźnik liczby lekarzy w Polsce na 1000 mieszkańców osiągnął w 2015 wartość 2,2 i był najniższy wśród państw członkowskich Unii Europejskiej.

### Kształcenie lekarzy w Polsce
W Polsce tytuł zawodowy lekarza zdobywa się, kończąc sześcioletnie jednolite studia wyższe na kierunku lekarskim uczelni medycznej, z czego od roku 2012 dwa semestry na ostatnim roku studiów stanowi nauczanie praktyczne. W przypadku zawodu lekarza dentysty studia liczą 5 lat, a lekarza weterynarii 5,5 roku.
Dyplom lekarza jest równorzędny z dyplomem magistra.
Pełne prawo wykonywania zawodu lekarza zdobywa się po odbyciu trzynastomiesięcznego stażu podyplomowego oraz zdaniu z wynikiem pozytywnym Lekarskiego Egzaminu Końcowego. Dodatkowymi warunkami stawianymi lekarzom przez prawo są: posiadanie pełnej zdolności do czynności prawnych, odpowiedni stan zdrowia oraz wykazywanie nienagannej postawy etycznej.
Zasady wykonywania zawodu lekarza reguluje Ustawa o zawodach lekarza i lekarza dentysty, a lekarza weterynarii Ustawa o zawodzie lekarza weterynarii i izbach lekarsko-weterynaryjnych.
Zasady uznawania kwalifikacji lekarza nabytych w państwach członkowskich Unii Europejskiej określa Ustawa o zasadach uznawania kwalifikacji zawodowych nabytych w państwach członkowskich Unii Europejskiej z dnia 22 grudnia 2015 r. Dokonuje ona w zakresie swojej regulacji wdrożenia odpowiednich dyrektyw Wspólnot Europejskich.

### Uczelnie medyczne w Polsce
Następujące uczelnie wyższe kształcą przyszłych lekarzy (kierunek lekarski):
- Uczelnia Medyczna im. Marii Skłodowskiej-Curie w Warszawie
- Uczelnia Łazarskiego w Warszawie
- Uniwersytet Jana Długosza w Częstochowie
- Gdański Uniwersytet Medyczny
- Pomorski Uniwersytet Medyczny w Szczecinie
- Śląski Uniwersytet Medyczny w Katowicach
  - Wydział Lekarski
  - Wydział Lekarski z Oddziałem Lekarsko-Dentystycznym w Zabrzu
- Uniwersytet Jagielloński w Krakowie Collegium Medicum
- Krakowska Akademia im. Andrzeja Frycza Modrzewskiego
- Uniwersytet Medyczny im. K. Marcinkowskiego w Poznaniu
  - Wydział Lekarski
  - Wydział Medyczny
- Collegium Medicum Uniwersytetu Warmińsko-Mazurskiego w Olsztynie
  - Wydział Lekarski
- Uniwersytet Medyczny im. Piastów Śląskich we Wrocławiu
- Uniwersytet Rzeszowski
- Uniwersytet Zielonogórski
- Uniwersytet Jana Kochanowskiego w Kielcach
- Uniwersytet Medyczny w Białymstoku
  - Wydział Lekarski z Oddziałem Stomatologii i Oddziałem Nauczania w Języku Angielskim
- Uniwersytet Medyczny w Lublinie
  - I Wydział Lekarski z Oddziałem Stomatologicznym
  - II Wydział Lekarski z Oddziałem Anglojęzycznym
- Uniwersytet Medyczny w Łodzi
  - Wydział Lekarski z Oddziałem Stomatologicznym
  - Kolegium Wojskowo-Lekarskie
- Uniwersytet Mikołaja Kopernika w Toruniu
  - Collegium Medicum im. L. Rydygiera w Bydgoszczy
- Warszawski Uniwersytet Medyczny
  - Wydział Lekarski
  - Wydział Lekarsko-Dentystyczny
- Uniwersytet Radomski im. Kazimierza Pułaskiego
  - Wydział Nauk Medycznych i Nauk o Zdrowiu

- Uniwersytet Opolski
  - Wydział Lekarski
- Wydział Medyczny Collegium Medicum UKSW
- Akademia WSB w Dąbrowie Górniczej Collegium Medicum

### Uczelnie weterynaryjne w Polsce
Następujące uczelnie wyższe kształcą przyszłych lekarzy weterynarii:
- Szkoła Główna Gospodarstwa Wiejskiego w Warszawie
  - Wydział Medycyny Weterynaryjnej
- Uniwersytet Mikołaja Kopernika w Toruniu
  - Instytut Medycyny Weterynaryjnej
- Uniwersytet Przyrodniczy we Wrocławiu
  - Wydział Medycyny Weterynaryjnej
- Uniwersytet Przyrodniczy w Lublinie
  - Wydział Medycyny Weterynaryjnej
- Uniwersytet Przyrodniczy w Poznaniu
  - Wydział Medycyny Weterynaryjnej i Nauk o Zwierzętach
- Uniwersytet Rolniczy im. Hugona Kołłątaja w Krakowie
  - Wydział Medycyny Weterynaryjnej[14]
- Uniwersytet Warmińsko-Mazurski w Olsztynie
  - Wydział Medycyny Weterynaryjnej

## Specjalności lekarskie
Znaczny rozwój nauk medycznych spowodował konieczność wprowadzenia specjalizacji podstawowych i szczegółowych. Tytuł lekarza specjalisty w danej specjalności medycznej uzyskuje się po odbyciu trwającego zwykle 5–6 lat szkolenia w trakcie pracy zawodowej. Szkolenie lekarza przed uzyskaniem tytułu specjalisty w szczegółowej specjalności (tj. możliwej do uzyskania dopiero po zakończeniu szkolenia w podstawowej specjalności) ze względu na procedury administracyjne oraz wymogi formalne trwa zwykle około 15–20 lat, licząc od momentu rozpoczęcia studiów.

### System specjalizacji w Polsce
Do roku 1999 obowiązywał dwustopniowy system specjalizacji. Po dwóch – trzech latach szkolenia lekarz otrzymywał tytuł „lekarza danej specjalności” np. lekarz chorób wewnętrznych – tzw. I stopień specjalizacji. Jeśli zdecydował się na kontynuowanie specjalizacji, mógł zdobyć tzw. specjalizację II stopnia i tytuł „lekarza specjalisty” danej specjalności – np. lekarz specjalista chorób wewnętrznych. Ordynatorem oddziału może zostać tylko lekarz specjalista (II stopnia) w danej specjalności. System ten nie dotyczył specjalizacji uzyskiwanych po zdobyciu innej (specjalizacji szczegółowych), gdzie obowiązywał system jednostopniowy.
Do niedawna lekarze w Polsce mogli specjalizować się w 40 specjalnościach podstawowych:
1. Anestezjologia i intensywna terapia
2. Audiologia i foniatria
3. Chirurgia dziecięca
4. Chirurgia klatki piersiowej
5. Chirurgia ogólna
6. Chirurgia plastyczna
7. Chirurgia szczękowo-twarzowa
8. Choroby wewnętrzne
9. Choroby zakaźne
10. Dermatologia i wenerologia
11. Diagnostyka laboratoryjna
12. Epidemiologia
13. Genetyka kliniczna
14. Kardiochirurgia
15. Kardiologia
16. Medycyna nuklearna
17. Medycyna pracy
18. Medycyna ratunkowa
19. Medycyna rodzinna
20. Medycyna sądowa
21. Medycyna transportu
22. Mikrobiologia lekarska
23. Neonatologia
24. Neurochirurgia
25. Neurologia
26. Okulistyka
27. Onkologia kliniczna
28. Ortopedia i traumatologia narządu ruchu
29. Otorynolaryngologia
30. Patomorfologia
31. Pediatria
32. Położnictwo i ginekologia
33. Psychiatria
34. Psychiatria dzieci i młodzieży
35. Radiologia i diagnostyka obrazowa
36. Radioterapia onkologiczna
37. Rehabilitacja medyczna
38. Transfuzjologia kliniczna
39. Urologia
40. Zdrowie publiczne

oraz 28 specjalnościach szczegółowych (po uzyskaniu jednej z odpowiednich – tzn. określonych rozporządzeniem Ministra Zdrowia – specjalizacji podstawowych):
1. Alergologia
2. Angiologia
3. Balneologia i medycyna fizykalna
4. Chirurgia naczyniowa
5. Chirurgia onkologiczna
6. Choroby płuc (pulmonologia)
7. Diabetologia
8. Endokrynologia
9. Farmakologia kliniczna
10. Gastroenterologia
11. Geriatria
12. Ginekologia onkologiczna
13. Hematologia
14. Hipertensjologia
15. Immunologia kliniczna
16. Kardiologia dziecięca
17. Medycyna paliatywna
18. Medycyna sportowa
19. Nefrologia
20. Neurologia dziecięca
21. Neuropatologia
22. Onkologia i hematologia dziecięca
23. Otorynolaryngologia dziecięca
24. Reumatologia
25. Seksuologia
26. Toksykologia kliniczna
27. Transplantologia kliniczna
28. Urologia dziecięca

Od 2013 roku lista specjalizacji lekarzy wygląda następująco:
1. Alergologia
2. Anestezjologia i intensywna terapia
3. Angiologia
4. Audiologia i foniatria
5. Balneologia i medycyna fizykalna
6. Chirurgia dziecięca
7. Chirurgia klatki piersiowej
8. Chirurgia naczyniowa
9. Chirurgia ogólna
10. Chirurgia onkologiczna
11. Chirurgia plastyczna
12. Chirurgia szczękowo-twarzowa
13. Choroby płuc
14. Choroby płuc dzieci
15. Choroby wewnętrzne
16. Choroby zakaźne
17. Dermatologia i wenerologia
18. Diabetologia
19. Diagnostyka laboratoryjna
20. Endokrynologia
21. Endokrynologia ginekologiczna i rozrodczość
22. Endokrynologia i diabetologia dziecięca
23. Epidemiologia
24. Farmakologia kliniczna
25. Gastroenterologia
26. Gastroenterologia dziecięca
27. Genetyka kliniczna
28. Geriatria
29. Ginekologia onkologiczna
30. Hematologia
31. Hipertensjologia
32. Immunologia kliniczna
33. Intensywna terapia
34. Kardiochirurgia
35. Kardiologia
36. Kardiologia dziecięca
37. Medycyna lotnicza
38. Medycyna morska i tropikalna
39. Medycyna nuklearna
40. Medycyna paliatywna
41. Medycyna pracy
42. Medycyna ratunkowa
43. Medycyna rodzinna
44. Medycyna sądowa
45. Medycyna sportowa
46. Mikrobiologia lekarska
47. Nefrologia
48. Nefrologia dziecięca
49. Neonatologia
50. Neurochirurgia
51. Neurologia
52. Neurologia dziecięca
53. Neuropatologia
54. Okulistyka
55. Onkologia i hematologia dziecięca
56. Onkologia kliniczna
57. Ortopedia i traumatologia narządu ruchu
58. Otorynolaryngologia
59. Otorynolaryngologia dziecięca
60. Patomorfologia
61. Pediatria
62. Pediatria metaboliczna
63. Perinatologia
64. Położnictwo i ginekologia
65. Psychiatria
66. Psychiatria dzieci i młodzieży
67. Radiologia i diagnostyka obrazowa
68. Radioterapia onkologiczna
69. Rehabilitacja medyczna
70. Reumatologia
71. Seksuologia
72. Toksykologia kliniczna
73. Transfuzjologia kliniczna
74. Transplantologia kliniczna
75. Urologia
76. Urologia dziecięca
77. Zdrowie publiczne.

System specjalizacji opiera się na modułach. Część specjalizacji występuje jako moduł jednolity, część natomiast jest podzielona na moduł podstawowy i specjalistyczny (z czego moduł podstawowy może być wspólny dla kilku specjalizacji jednocześnie). Dla przykładu, ukończenie modułu podstawowego w zakresie chirurgii ogólnej (trwa 2 lata) upoważnia do podjęcia modułu specjalistycznego ze specjalizacji:
- Chirurgia dziecięca (kolejne 4 lata)
- Chirurgia klatki piersiowej (kolejne 4 lata)
- Chirurgia naczyniowa (kolejne 4 lata)
- Chirurgia ogólna (kolejne 4 lata)
- Chirurgia onkologiczna (kolejne 4 lata)
- Chirurgia plastyczna (kolejne 4 lata)

Wykaz modułów podstawowych:
- moduł podstawowy w zakresie chirurgii ogólnej
- moduł podstawowy w zakresie chorób wewnętrznych
- moduł podstawowy w zakresie otorynolaryngologii
- moduł podstawowy w zakresie patomorfologii
- moduł podstawowy w zakresie pediatrii.

Moduły jednolite trwają od 4 do 6 lat. Moduły podstawowe wraz z modułami specjalistycznymi od 4 do 7–10 lat (najdłużej transplantologia kliniczna). W niektórych wypadkach potrzebne jest uzyskanie jednej ze specjalizacji w pierwszej kolejności, żeby móc przystąpić do danego modułu specjalistycznego, np. ukończona specjalizacja II stopnia (dawniej) lub tytuł specjalisty w dziedzinie położnictwa i ginekologii upoważnia do rozpoczęcia modułu specjalistycznego z endokrynologii ginekologicznej i rozrodczości lub ginekologii onkologicznej.
Natomiast lekarze dentyści mogą specjalizować się w następujących specjalnościach:
1. Chirurgia stomatologiczna
2. Chirurgia szczękowo-twarzowa
3. Ortodoncja
4. Periodontologia
5. Protetyka stomatologiczna
6. Stomatologia dziecięca
7. Stomatologia zachowawcza z endodoncją
8. Zdrowie publiczne
9. Epidemiologia.

Specjalizacje te odbywają się na zasadzie modułów jednolitych trwających od 3 do 6 lat (najdłużej chirurgia twarzowo-szczękowa).
W medycynie weterynaryjnej aktualnie wyróżniamy 19 specjalizacji lekarsko-weterynaryjnych:
1. Choroby przeżuwaczy
2. Choroby koni
3. Choroby świń
4. Choroby psów i kotów
5. Choroby drobiu
6. Choroby gospodarskich i towarzyszących zwierząt futerkowych
7. Użytkowanie i patologia zwierząt laboratoryjnych, w tym towarzyszących
8. Choroby ryb i zwierząt akwakultury
9. Choroby owadów użytkowych
10. Choroby zwierząt nieudomowionych
11. Rozród zwierząt
12. Chirurgia weterynaryjna
13. Diagnostyka obrazowa
14. Higiena pasz i prewencja weterynaryjna
15. Higiena zwierząt rzeźnych i żywności pochodzenia zwierzęcego
16. Weterynaryjna diagnostyka laboratoryjna
17. Epizootiologia i administracja weterynaryjna
18. Choroby ptaków ozdobnych i gołębi
19. Dobrostan zwierząt

Do studiów specjalizacyjnych może przystąpić każdy lekarz weterynarii posiadający prawo wykonywania zawodu oraz 2 letni staż pracy. Czas trwania szkolenia wynosi 2–3 lata.

## Kontrowersje językowe
Formą żeńską słowa „lekarz” jest „lekarka”; dawniej nazywano „lekarkami” również zielarki bądź znachorki. Forma ta nie występuje w Ustawie o zawodach lekarza i lekarza dentysty. Stosowanie formy „lekarka” nie jest dopuszczalne na pieczątkach lekarskich, możliwe jest natomiast stosowanie skrótów (lek. zamiast lekarz i lek. wet. zamiast lekarz weterynarii).
Zarówno w języku potocznym, jak i w oficjalnych dokumentach spotyka się tytuły zawodowe lekarzy, które nie istnieją lub których rozumienie i użycie jest niepełne albo nieprawidłowe:
- „lekarz medycyny” – nieistniejący tytuł zawodowy mający być synonimem tytułu „lekarz”. Określenie to bywa spotykane nie tylko w powszechnym użyciu, ale także na pieczęciach lekarskich oraz w oficjalnych komunikatach rządowych[b]. Treść pieczęci lekarskiej została opisana w Uchwale Nr 110/05/IV Naczelnej Rady Lekarskiej[25] i nie zezwala na stosowanie tytułów innych niż „lekarz” i „lekarz dentysta”. Nagminne używanie sformułowania „lekarz medycyny” w reklamach telewizyjnych może wynikać z chęci uniknięcia przez reklamodawców sporów prawnych: zgodnie z art. 63 Kodeksu Etyki Lekarskiej[26] lekarz nie powinien używać swego wizerunku w celach komercyjnych, a widywani w reklamach aktorzy, podający się za lekarzy, mogą być tytułowani jedynie określeniem „lekarz medycyny”;
- „doktor” – określenie stosowane w mowie potocznej bądź tradycyjnie jako forma grzecznościowa wobec lekarzy oraz lekarzy weterynarii i lekarzy dentystów;
- lekarz dentysta – pot. dentysta, tytuł zawodowy uzyskiwany przez absolwenta studiów na kierunku lekarsko-dentystycznym, będącym kierunkiem odrębnym od kierunku lekarskiego na polskich uczelniach medycznych;
- lekarz weterynarii – pot. weterynarz, tytuł zawodowy uzyskiwany przez absolwenta medycyny weterynaryjnej związany z całkowicie odrębnym zawodem;
- „weterynarz” – nieistniejący tytuł zawodowy będący w mowie potocznej określeniem zawodu lekarza weterynarii. Aktualnie coraz częściej ma wydźwięk pejoratywny[potrzebny przypis], oznaczający kogoś o niskich kompetencjach. W tłumaczeniu z łacińskiego veterinarius oznacza hodowcę zwierząt, natomiast dopiero medicus veterinarius lekarza weterynarii dlatego też określenie „weterynarz” nie jest do końca poprawne[27][28][29][30][31].